# Шеметківці
Шеметківці (словац. Šemetkovce) — село в Словаччині, Свидницькому окрузі Пряшівського краю. Розташоване в північно-східній частині Словаччини.
Перша письмова згадка про село датується 1572 роком.

## Пам'ятки
У селі є дерев’яна греко-католицька церква святого Архангела Михаїла з 1752 року (тзв. лемківського типу), перебудована після 1945 року та в 1969-1970 роках. Іконостас та ікони з 17 та 18 століття. З 1963 року разом з дерев'яною дзвіницею національна культурна пам'ятка.

## Населення
| Рік:            | 1993 | 2003     | 2013    | 2023    |
| --------------- | ---- | -------- | ------- | ------- |
| Кількість осіб: | 107  | 94       | 90      | 85      |
| Різниця:        |      | -12,14 % | -4,25 % | -5,55 % |

| Рік:            | 2022 | 2023    |
| --------------- | ---- | ------- |
| Кількість осіб: | 83   | 85      |
| Різниця:        |      | +2,40 % |

В селі проживає 89 осіб.
Національний склад населення (за даними останнього перепису населення — 2001 року):
- словаки — 90,91 %
- русини — 7,07 %
- поляки — 2,02 %

Склад населення за приналежністю до релігії станом на 2001 рік:
- греко-католики — 96,97 %,
- православні  — 3,03 %,